# Boerlagea grandifolia
Boerlagea es un género monotípico de plantas con flores pertenecientes a la familia Melastomataceae. Su única especie es: Boerlagea grandifolia Cogn.. 

## Taxonomía
El género fue descrito por Célestin Alfred Cogniaux y publicado en Handleiding tot de Kennis der Flora van Nederlandsch Indië 1: 505, 522, en el año 1890.